# 小行星21891
小行星21891（21891 Andreabocelli）是一颗绕太阳运转的小行星，为主小行星带小行星。该小行星于1999年11月19日发现。

## 轨道参数
小行星21891的轨道半长轴为358 424 037 km，2.3958826 UA，离心率为0.081。
</text>